# Bruder Klaus (Volketswil)

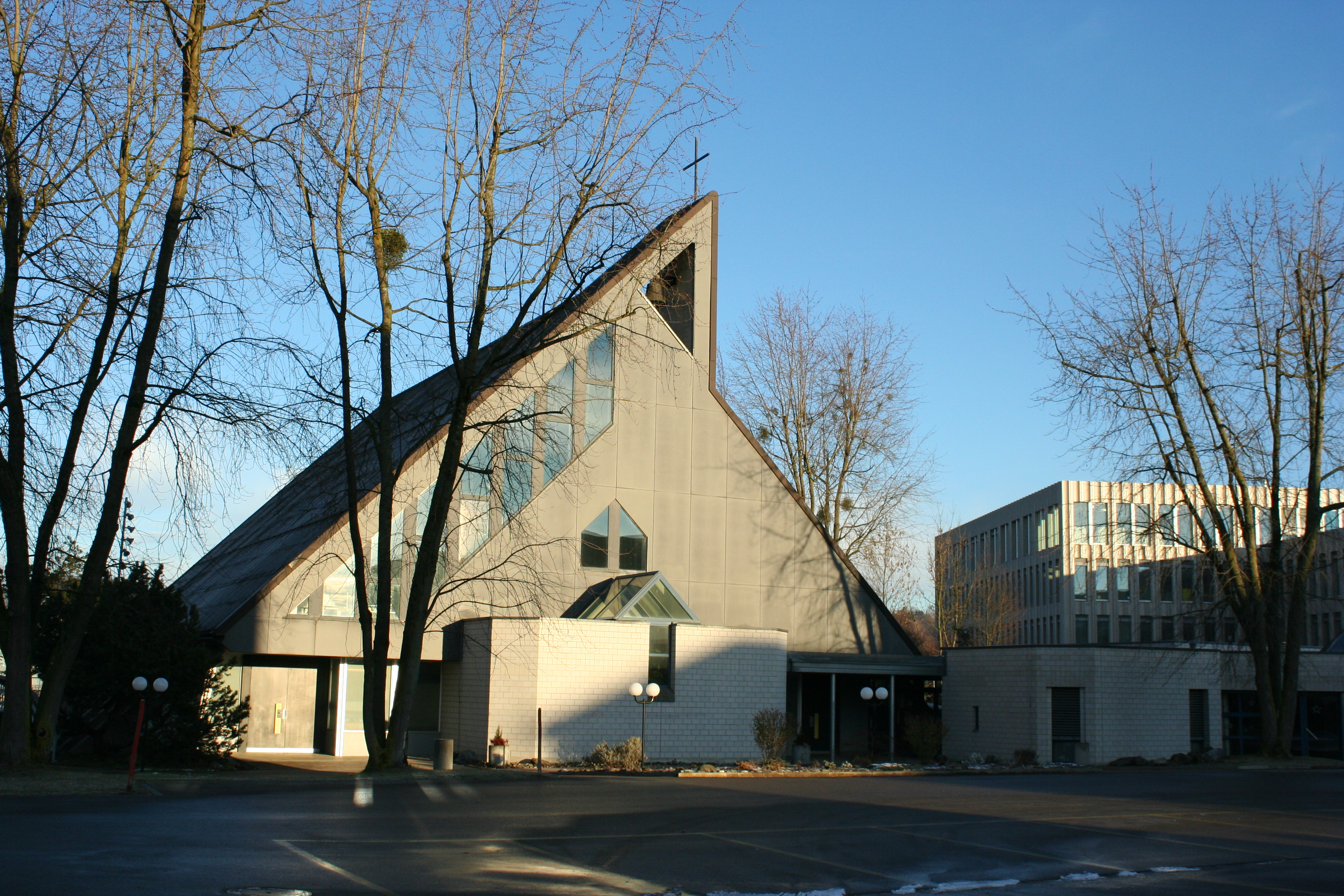
Kirche Bruder Klaus in Volketswil

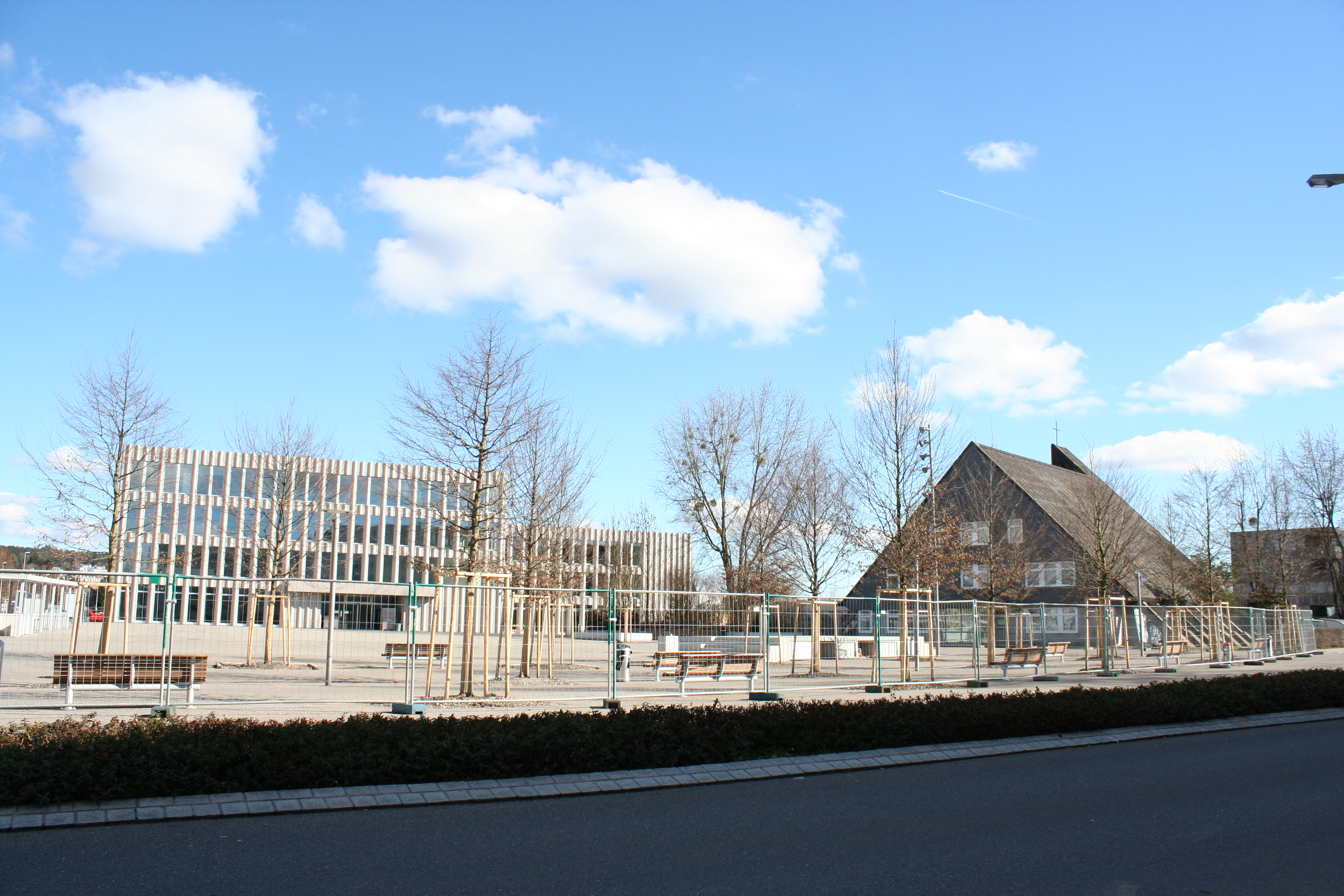
Kirche mit Gemeindehaus Volketswil

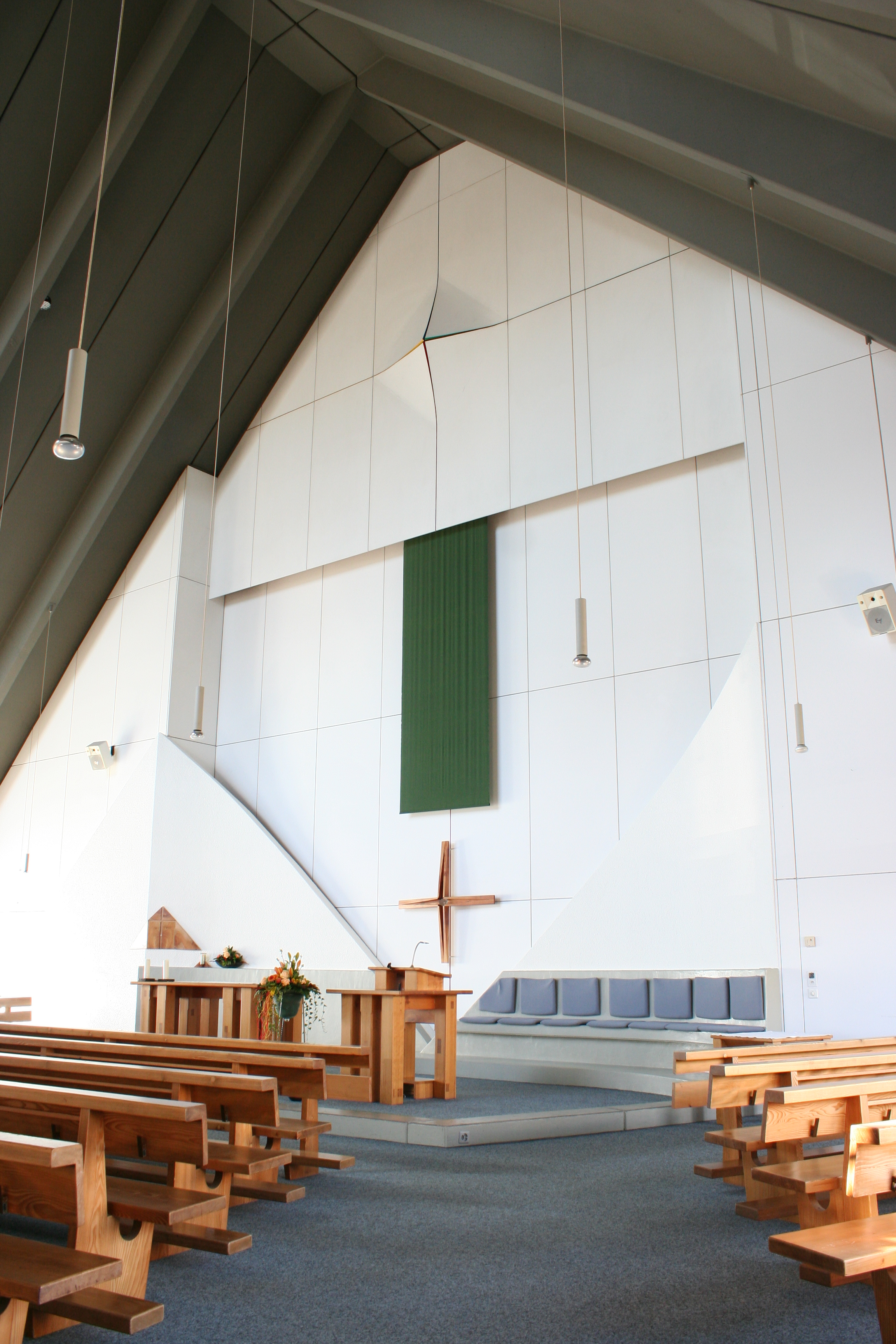
Innenansicht

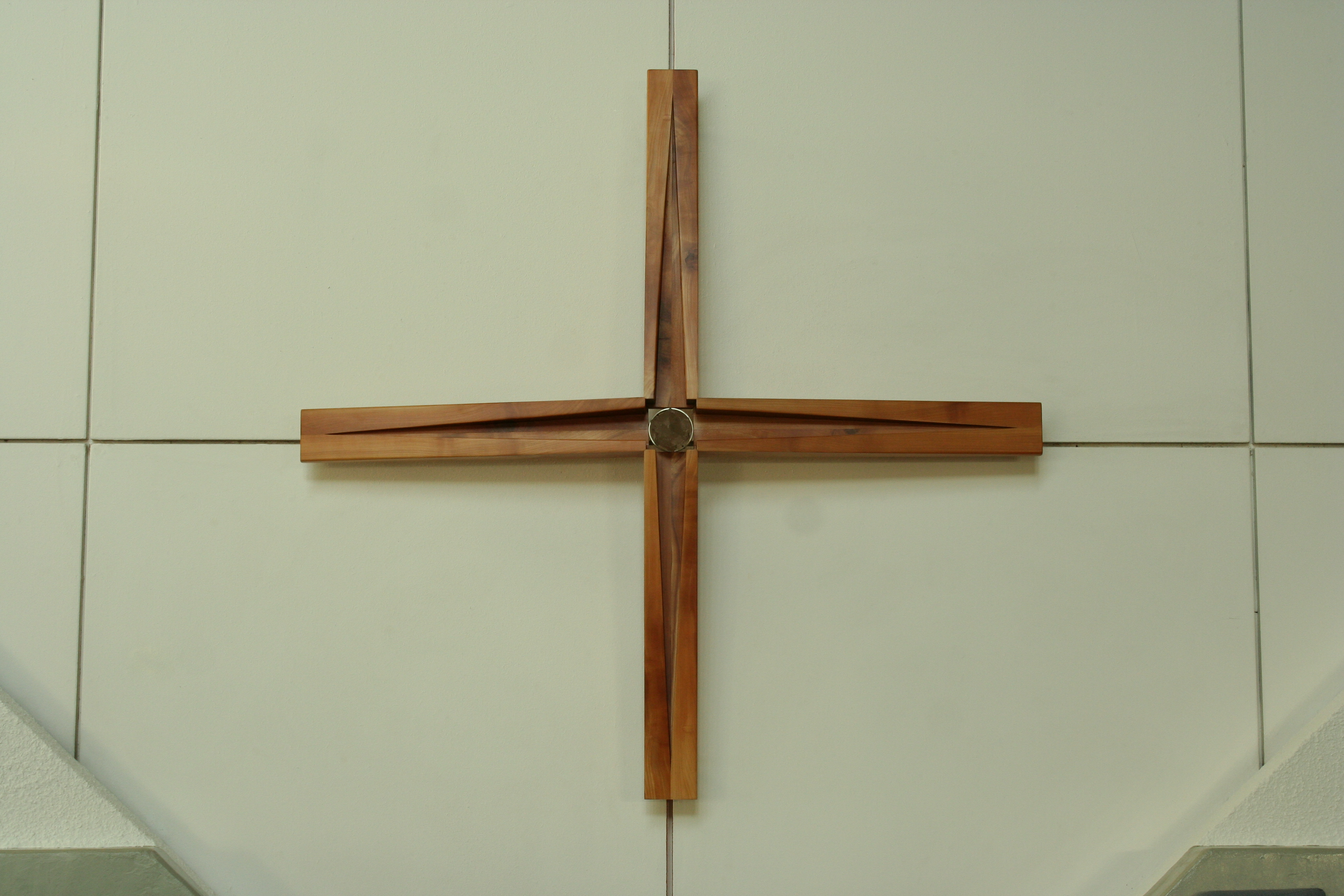
Kreuz von Primo Lorenzetti

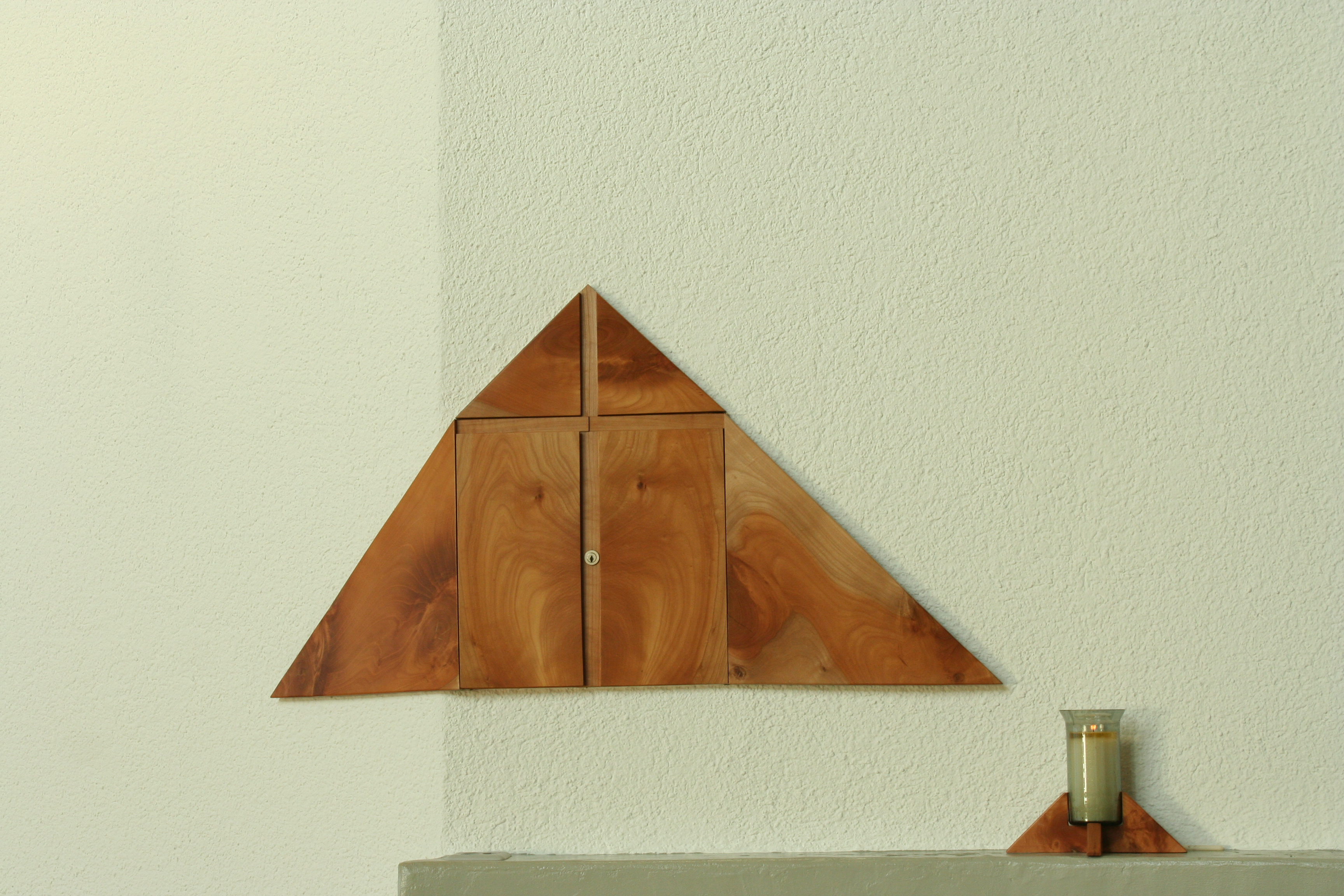
Tabernakel

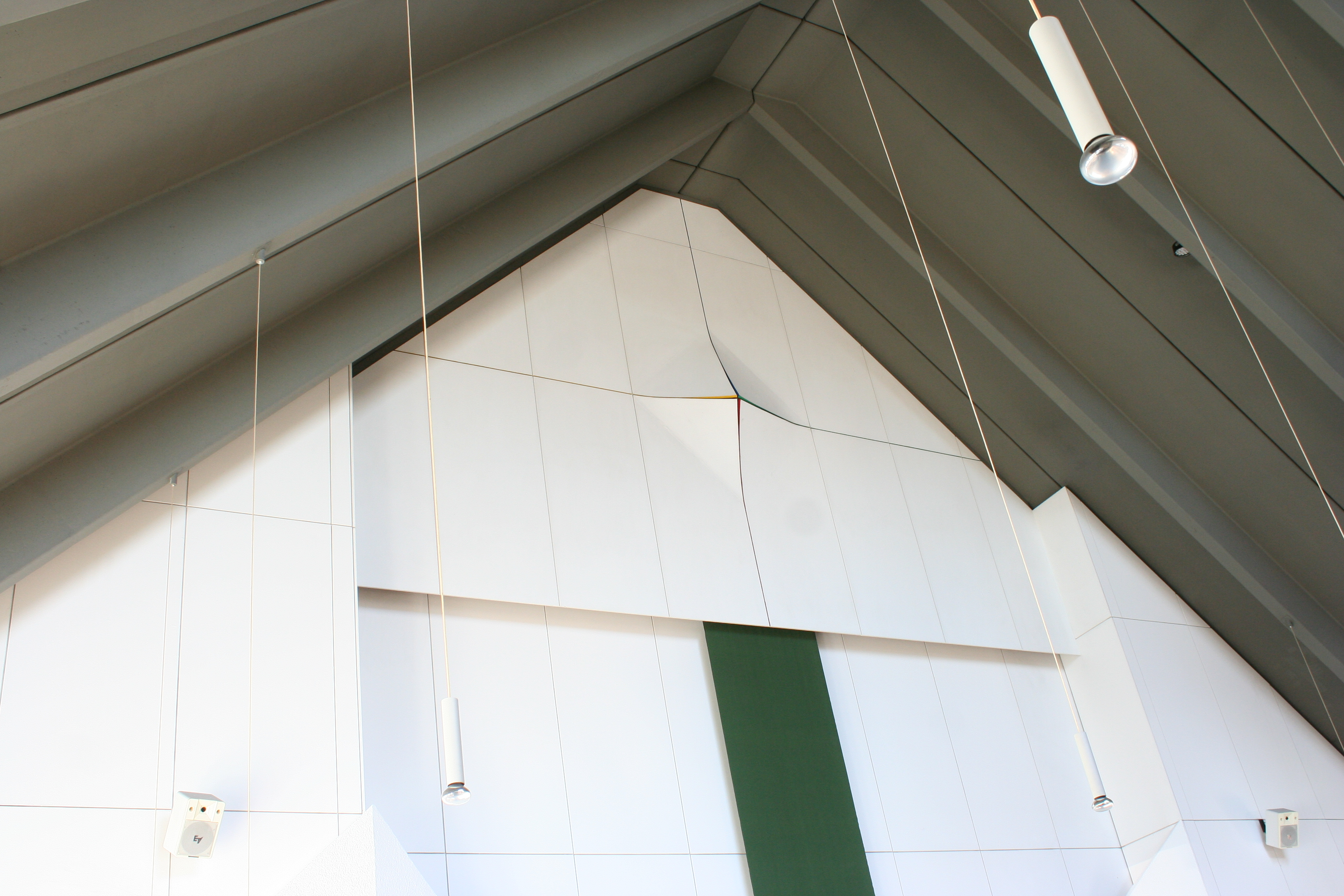
Aufgebrochenes Kreuz an der Altarwand

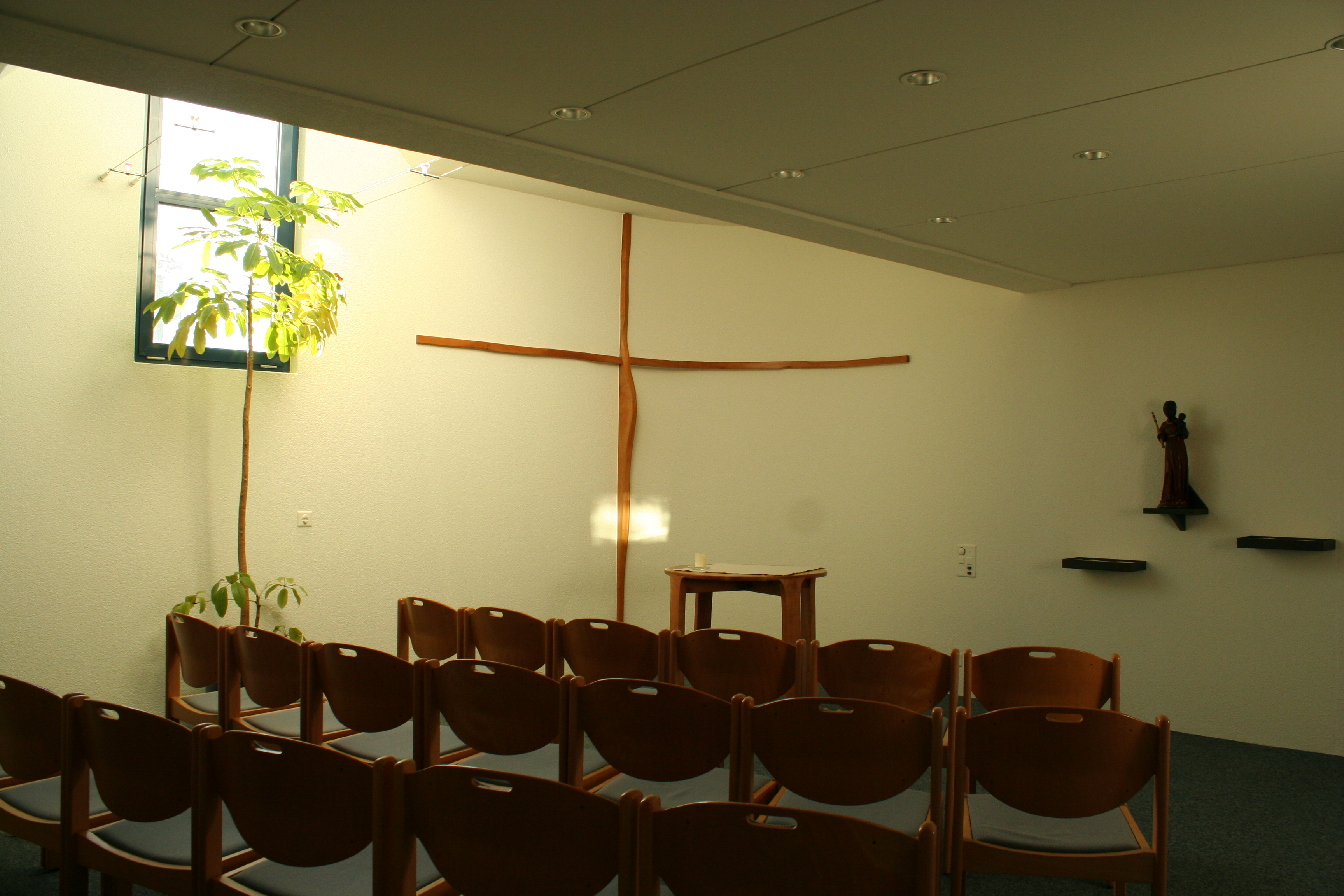
Kapelle

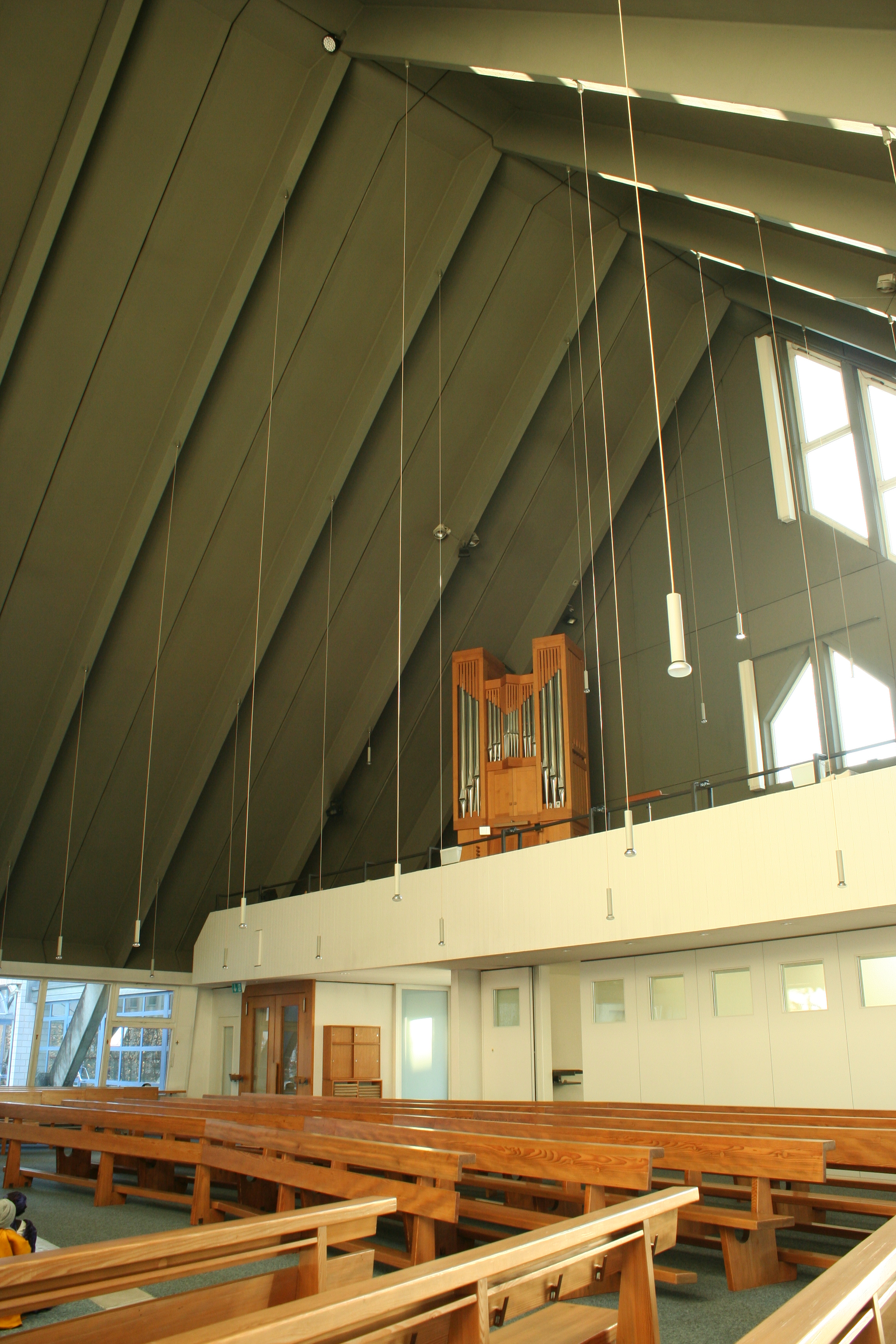
Blick zur Empore

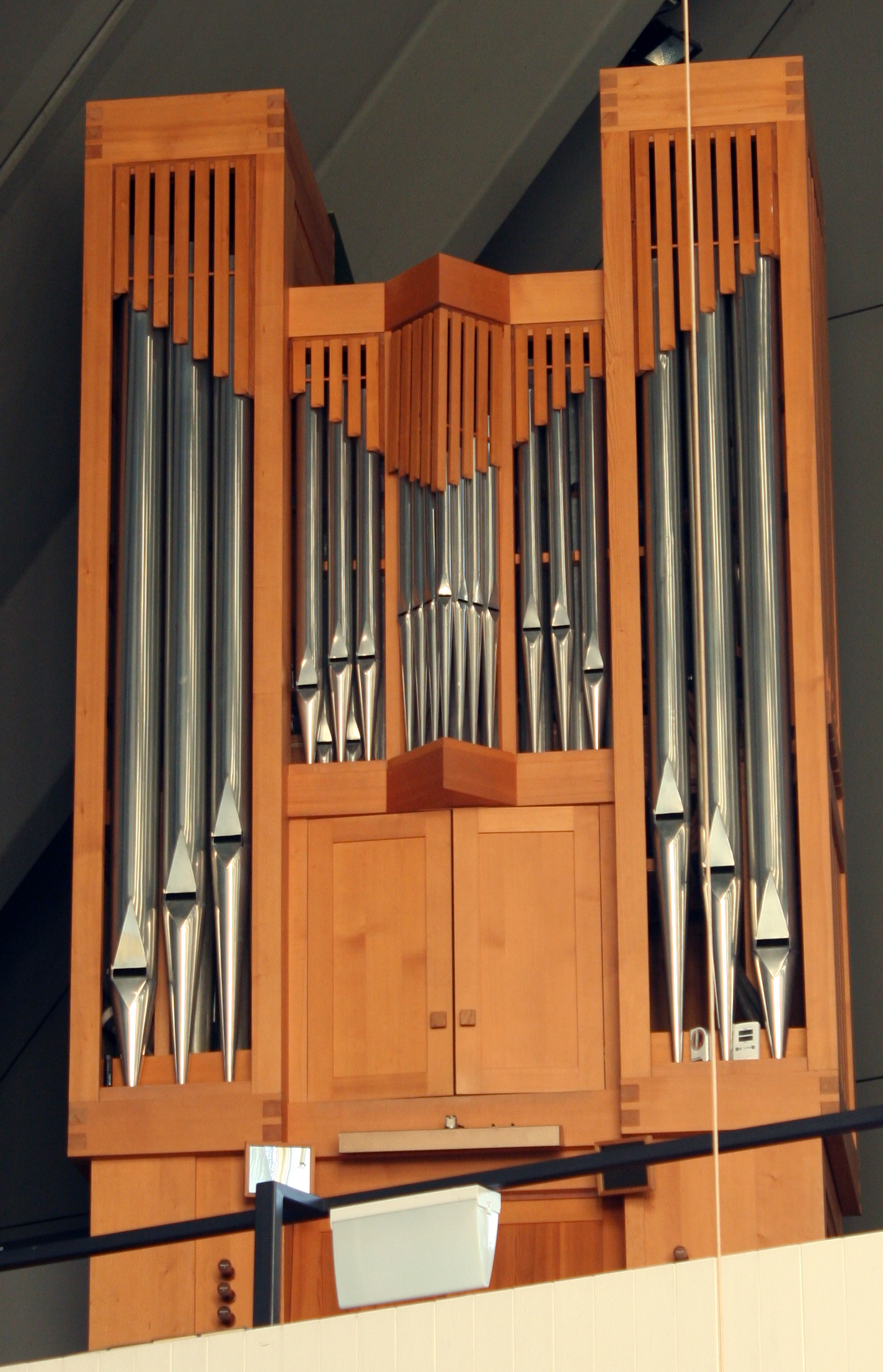
Die Orgel

Die Kirche Bruder Klaus Volketswil ist eine römisch-katholische Pfarrkirche im Zürcher Oberland. Sie steht an der Feldhofstrasse 25 in Volketswil. Es handelt sich um eine der 15 erhalten gebliebenen Fastenopfer-Kirchen der Schweiz.

## Geschichte

### Vorgeschichte und Namensgebung
Im Jahr 1370 wurde in Volketswil eine Kapelle St. Agatha als Filiale der Pfarrei Uster genannt, welche 1418 urkundlich ein zweites Mal erwähnt wurde. Ab dem Jahr 1521 war St. Agatha eine eigene Kaplanei mit Verseh- und Taufrecht, doch mussten Beerdigungen, Gedächtnisse und die Osterpflicht in der Mutterkirche Uster gehalten werden. Die Kollatur lag beim Rat von Zürich, das Präsentations- und Wahlrecht des Kaplans lag seit 1521 bei der Gemeinde. Nach der Reformation in Zürich im Jahr 1524 wurden katholische Gottesdienste im heutigen Kanton Zürich verboten, weshalb die Kapelle St. Agatha fortan für reformierte Gottesdienste verwendet wurde.
Das Toleranzedikt des Zürcher Regierungsrats vom 10. September 1807 erlaubte erstmals wieder eine katholische Gemeinde in Zürich. Das Erste zürcherische Kirchengesetz im Jahr 1863 anerkannte die katholischen Kirchgemeinden neben Zürich auch in Winterthur, Dietikon und Rheinau (die letzten beiden waren traditionell katholisch geprägte Orte). Auf Grundlage des Vereinsrechts konnten daraufhin im ganzen Kanton katholische Niederlassungen gegründet werden. Mit Hilfe von Fördervereinigungen wie dem Piusverein (gegründet 1857) und der Katholischen Gesellschaft für inländische Mission (gegründet 1863) entstanden in den 1860er-Jahren in kurzer Folge weitere Seelsorgestationen und spätere Pfarreien im Kanton Zürich: Männedorf (1864), Gattikon-Thalwil/Langnau (1864), Horgen (1865), Pilgersteg-Rüti/Wald (1866), Wald und Bubikon (1873), Uster (1876), Langnau (1877), Rüti (1878), Wädenswil (1881), Bülach (1882), Wetzikon (1890), Bauma (1894), Adliswil (1894), Pfungen (1895), Dübendorf (1897) und Küsnacht (1901). So kam es, dass um 1900 im Kanton Zürich bereits 20 katholische Pfarreien existierten, unter anderem auch die in Uster, aus der die Pfarrei Bruder Klaus Volketswil im 20. Jahrhundert als Tochterpfarrei entstanden ist.

### Entstehungs- und Baugeschichte
Nach der Sprengung der Herz-Jesu-Kirche Uster und dem Bau der neuen Kirche St. Andreas Uster samt Pfarreizentrum und Pfarrhaus stand der Aufbau der Gemeinde Johannes XXIII. (Greifensee) und Volketswil an. Während man in den 1980er-Jahren über genügend finanzielle Mittel verfügte, um in Greifensee in der Limi ein katholisches Zentrum zu errichten, war die finanzielle Situation zu Beginn der 1970er-Jahre noch nicht gegeben, um in Volketswil eine eigentliche Pfarrkirche samt Nebenräumen zu errichten. Deshalb griff die Kirchgemeinde Uster für Volketswil auf das Angebot des katholischen Hilfswerks Fastenopfer zurück, eine Notkirche zu erbauen. Die als Fastenopfer-Kirchen bekannt gewordenen Bauten wurden vom Architekten Hanns Anton Brütsch konzipiert. Dieser Typus von Notkirche wurde zwischen 1966 und 1977 in der Schweiz 17 Mal errichtet. Ursprünglich war gedacht, dass eine Fastenopfer-Kirche nur wenige Jahre stehen bleiben sollte, bis genügend Geld für den Bau einer ordentlichen Pfarrkirche vorhanden war. Tatsächlich wurde nur die St. Tituskirche von der Pfarrei Heilig-Kreuz in Zürich-Altstetten nach 5-jähriger Gebrauchszeit wieder abgebaut und für die Freie Evangelische Gemeinde in Wallisellen neu aufgestellt. Ausser zwei inzwischen abgebrochenen Fastenopfer-Kirchen stehen alle anderen 15 noch am ersten Ort, darunter auch die St.-Franziskus-Kirche Bassersdorf und die Heilig-Geist-Kirche Wetzikon.
Die Fastenopfer-Kirche für Volketswil wurde bei der Firma Wey Elementbau AG in Villmergen, die die meisten der realisierten Fastenopfer-Kirchen gebaut hatte, bestellt und im Jahr 1971 nach Vorgaben der kantonalen Gebäudeversicherung baulich angepasst. So musste die Treppe zur Sängerempore breiter gebaut und mit einem Verputz versehen sowie Lüftungsflügel eingebaut werden. Das Fastenopfer nannte diese Variante der Kirche Neuer Typ 1973, welche anschliessend in Bassersdorf ebenfalls zur Anwendung kam. Als zu Beginn der 1990er-Jahre deutlich wurde, dass die Kirche in Volketswil saniert und erweitert werden musste, entschied die Kirchgemeindeversammlung, dass die Fastenopfer-Kirche stehen bleiben und durch einen Neubau nach Plänen des Architekten Bruno Demuth ergänzt werden sollte, was in den Jahren 1993–1994 erfolgte.
Die Pfarrei Bruder Klaus gehört zusammen mit dem Pfarrrektorat Johannes XXIII. Greifensee und St. Andreas Uster zur Kirchgemeinde Uster, die mit ihren 14'601 Mitgliedern (Stand 2021) nach derjenigen von Winterthur die zweitgrösste katholische Kirchgemeinde des Kantons Zürich ist.

## Baubeschreibung

### Kirchturm und Äusseres
Die Kirche Bruder Klaus steht an der Feldhofstrasse 25 in Volketswil in der Nähe des Einkaufszentrums Zänti und des neu errichteten Gebäudes der politischen Gemeinde. Die Kirche Bruder Klaus wurde dem Verlauf der Strasse entsprechend in südöstlicher Richtung aufgestellt.
Der Bautyp einer Fastenopfer-Kirche hatte zum Ziel, eine kostengünstige und funktionale Notkirche für den Gebrauch einiger Zeit an einem Ort zur Verfügung zu stellen. Alle Bauteile dieser Kirche waren demontierbar und sollten ohne grossen Aufwand an einem anderen Ort zur weiteren Nutzung wieder errichtet werden können. Das Kirchendach wurde im 45-Grad-Winkel bis zur Basis der Kirche heruntergezogen, sodass auf Seitenwände verzichtet werden konnte. Das Dach und die Frontpartien der Kirche waren bis zur Sanierung 1994 mit schwarzem Eternit verkleidet, ein Dachreiter bietet einer Glocke Platz. Im südlichen Teil des Gebäudes befindet sich die Kirche, im nördlichen Teil die ersten Räume der Gemeinde für das Pfarrbüro und für das Gemeindeleben. Die baulichen Vorgaben der kantonalen Gebäudeversicherung Zürich hatten beim Bau im Jahr 1971 zur Folge, dass statt der ursprünglich vorgesehenen Konstruktionselemente aus Holz auch Betonträger zum Einsatz kamen. Bei der Renovation der Kirche im Jahr 1994 wurde das Äussere der Kirche angepasst (Ersatz der gewellten Eternitplatten sowie der Plastikscheiben) und durch den Anbau der Kapelle und des Pfarreizentrums erweitert.

### Innenraum und künstlerische Ausstattung
Die Kirche besitzt auf der südlichen Frontseite zwei Zugänge zur Kirche. Unter der Orgelempore hindurch gelangt der Besucher in den Kirchenraum, der durch die zeltförmige Dachkonstruktion geprägt wird. Die Bänke für die Gottesdienstgemeinde sind um den Altarraum gruppiert, der um eine Stufe etwas vom Raum für die Gemeinde erhöht ist.
Als Primo Lorenzetti im Jahr 1994 den Auftrag für die Neugestaltung des Kirchenraums bekam, war es der Wunsch der Gemeinde, dass aus Gründen der Pietät das Holz des ersten Volksaltars der Kirche sowie das Holz des grossen Wandkreuzes für die Neugestaltung verwendet werden sollten. In der Innerschweiz fand Primo Lorenzetti in einer Schreinerei in Sachseln das Holz eines Kirschbaums, welcher in unmittelbarer Nähe des Geburtshauses von Bruder Klaus, dem Patron der Kirche in Volketswil, im Flüeli-Ranft gewachsen war. Zusammen mit dem Holz der Erstausstattung der Kirche bildete das Kirschbaumholz das Ausgangsmaterial für die heutige Gestaltung des liturgischen Mobiliars.
Ein wesentlicher Teil des Eichenholzes vom Vorgängeraltar befindet sich in den 12 Tischbeinen des neuen Volksaltars, die auf die 12 Jünger verweisen. Die Gleichrangigkeit sowie die Unterschiedlichkeit der Jünger Jesu werden dadurch ausgedrückt, dass zwar alle Tischbeine die gleichen Dimensionen besitzen, aber jedes Bein anders gestaltet ist. Gemeinsam tragen die Beine des Altars die Tischplatte, welche aus dem Holz des Kirschbaums aus der Heimat des Bruders Klaus gefertigt wurde. In die Platte eingelassen ist eine Reliquie des Heiligen Bruder Klaus. Diese befand sich in den 1950er-Jahren in Winterthur und bildet seit 1994 den Kern der Altarplatte. Auf diesen verweist das Meditationsbild des Bruders Klaus, das von Primo Lorenzetti als Holzintarsie auf der Altarplatte geschaffen wurde. Auch der Ambo besteht in den vertikalen Teilen aus dem Eichenholz des ersten Altars, die horizontalen Elemente bestehen dagegen aus dem Kirschbaumholz. Der Taufstein zeigt die Form einer um 180 Grad gedrehten Pyramide. Diese birgt das Taufbecken, welches während der übrigen Gottesdienste durch eine Deckplatte abgedeckt ist, sodass der Taufstein in Eucharistiefeiern als Kredenztisch dient. Der Leuchter für die Osterkerze zeigt ebenfalls die Form der umgedrehten Pyramide. Die Pyramidenformen vom Taufstein und vom Osterkerzenleuchter sind von Primo Lorenzetti nach dem Vorbild der Cheops-Pyramide gestaltet. Die Form des Dreiecks findet sich in der Kirche an verschiedener Stelle, so in der Dachkonstruktion des Gotteshauses. Primo Lorenzetti hat diese raumbestimmende Form auch beim Tabernakel aufgegriffen, der sich an der Chorwand befindet. Der Tabernakel besteht aus dem Holz des Kirschbaums von Flüeli-Ranft. Die Front des Tabernakels zeigt ein Kreuz, links und rechts ist in der Maserung des Holzes je ein Cherub zu erkennen, welche das Allerheiligste bewachen. Die Chorwand wurde von Primo Lorenzetti derart gestaltet, dass in den Fugen des oberen Bereichs ein Kreuz zu erkennen ist, das die Platten der Wand aufsprengt. In den Fugen, die das Kreuz bilden, sind vier Farben zu erkennen: Von der Erde zur Kreuzesmitte findet sich Rot, das die Erdwärme und das Feuer symbolisiert. Vom Himmel zur Kreuzesmitte ist Blau zu erkennen, das für den Himmel, die Atmosphäre und die Galaxis steht. Von rechts zur Kreuzesmitte verläuft eine grüne Fuge, welche für die Natur steht. Die Fuge von links zur Mitte ist schliesslich gelb, was auf das Licht verweist. Die Öffnung, die aus dem Kreuz entsteht, symbolisiert das Eintreten des Göttlichen in die irdische Welt durch Jesus Christus. Die Dreiecksform der Altarwand verweist auf das Zelt, in dem die Bundeslade beim Auszug aus Ägypten aufbewahrt wurde. Das Dreieck ist somit ein Zeichen des Unterwegsseins Gottes mit der Gemeinde.
Als 1994 die Kirche um die Werktagskapelle erweitert wurde, griff Primo Lorenzetti die Marienvorstellungen der Gemeinde in der Gestaltung der Kapelle auf. Er lud die Frauen der Gemeinde ein, auf der Wand der Kapelle mit Farbe ihre eigenen Marienbilder zu malen. Anschliessend wurde die Wand verputzt und weiss gestrichen. Die Tischplatte des Altars in der Werktagskapelle und auch das Kreuz an der Wand bestehen wiederum aus dem Holz des Kirschbaums aus der Heimat von Bruder Klaus, dem Patron der Kirche. Im Profil des Kreuzes ist der Körper von Jesus Christus angedeutet, die horizontalen Arme des Kreuzes schmiegen sich an die Rundung der Wand und verdeutlichen damit den bergenden Charakter der Gottesliebe. Primo Lorenzetti regte an, dass die Kerzenecke die Möglichkeit bietet, neben Kerzen für die Toten auch Kerzen für die Neugeborenen der Gemeinde anzuzünden. So sind die Namen sowohl der Verstorbenen als auch der neu Getauften dort verzeichnet.
Aus dem Fichtenholz des ersten Wandkreuzes der Kirche schuf Primo Lorenzetti ein gleichschenkliges Kreuz, das im Foyer des 1994 neu errichteten Pfarreizentrums angebracht wurde. Auf Wunsch des damaligen Generalvikars und Weihbischofs Peter Henrici gestaltete Primo Lorenzetti an der Chorwand der Kirche hinter dem Altar ein weiteres Kreuz, dessen Gestaltung die Vision des Bruder Klaus vom Gnadenbrunnen aufgreift: Die Arme des gleichschenkligen Kreuzes sind von der Mitte nach aussen schmal und hoch, nach aussen breit und tief. Dies symbolisiert die Gnade Gottes den Menschen gegenüber. In der Mitte dieses Kreuzes befindet sich ein Bergkristall aus dem Kanton Uri. Dieser Kristall besitzt die Eigenschaften eines Prismas, welches das Licht in das Farbspektrum bricht. Im Kreuz hinter dem Altar eingefügt, verweist der Kristall auf das Licht als Gottessymbol. Zwischen diesem Kreuz hinter dem Altar und dem Kreuz im Giebelfeld der Altarwand hängt ein Tuch in der jeweiligen liturgischen Farbe. Die nicht verwendeten Tücher befinden sich hinter dem Giebelsegment der Altarwand und können bei Bedarf heruntergelassen werden.

### Orgel
Bei der Orgel der Kirche handelt es sich um ein Instrument, das entweder von Orgelbau Trost oder Metzler stammt. Als Besonderheit koppelt Manual II automatisch, wenn I/II und I/P gekoppelt werden.
| I Manual C-g3 |    |
| Prinzipal     | 8′ |
| Quintade      | 8′ |
| Prinzipal     | 4′ |
| Waldflöte     | 2′ |
| Mixtur        |    |

| II Manual C-g3 |       |
| Gedackt        | 8′    |
| Rohrflöte      | 4′    |
| Oktave         | 2′    |
| Larigot        | 2 ⁄3′ |
| Krummhorn      | 8′    |

| Pedal C–f1 |     |
| Subbass    | 16′ |

- Koppeln: II/I, I/P